# 徳山喜雄
徳山 喜雄（とくやま よしお、1958年12月 - ）は、日本の写真家、ジャーナリスト、大学教授。

## 経歴
兵庫県尼崎市生まれ。関西大学第一高等学校、関西大学法学部卒業。朝日新聞に入り、写真部次長、『AERA』フォトディレクター、朝日新聞社記事審査室幹事。ベルリンの壁崩壊など一連の東欧革命やロシア・旧ソ連諸国の解体、中国、北朝鮮など旧共産圏を数多く取材。1996年『苦悩するロシア』でRM文学賞、1998年日本新聞協会賞受賞。2016年朝日新聞退社。現在、立正大学文学部教授（ジャーナリズム論、写真論）。

## 著書
- 『革命から統一へ 報道カメラマンが追った東欧・ベルリン』開窓社 1991
- 『苦悩するロシア』三一書房 1995
- 『千年紀へのメッセージ 写真集』平凡社 2000
- 『フォト・ジャーナリズム いま写真に何ができるか』平凡社新書 2001
- 『報道危機 リ・ジャーナリズム論』集英社新書 2003
- 『原爆と写真』御茶の水書房 2005
- 『安倍官邸と新聞 「二極化する報道」の危機』集英社新書　2014
- 『「朝日新聞」問題』集英社新書 2015
- 『安倍晋三「迷言」録 政権・メディア・世論の攻防』平凡社新書 2016
- 『新聞の噓を見抜く「ポスト真実」時代のメディア・リテラシー』平凡社新書 2017

## 編集
- 『ジャーナリズムの条件 2 報道不信の構造』岩波書店 2005